# Кошель, Степан Николаевич
Степа́н Никола́евич Ко́шель (1919—1993) — майор Советской Армии, участник Великой Отечественной войны, Герой Советского Союза (1944).

## Биография
Родился 28 октября 1919 года в селе Толстое (ныне — посёлок в Тернопольской области Украины). После окончания пяти классов школы работал слесарем.
В 1940 году был призван на службу в Рабоче-крестьянскую Красную Армию. С октября 1941 года — на фронтах Великой Отечественной войны. К сентябрю 1943 года старший сержант Степан Кошель командовал сапёрным отделением 248-го отдельного моторизованного инженерного батальона Степного фронта. Отличился во время битвы за Днепр.
В ночь с 29 на 30 сентября 1943 года отделение под командованием Степана Кошеля обеспечивало переправу советских частей через Днепр в районе села Чикаловка Кременчугского района Полтавской области Украинской ССР. Во время переправы десантной группы с пулемётом их лодка была потоплена, и тогда Степан Кошель вплавь добрался до западного берега, сохранив вооружение, и вступил в бой с противником, отражая его мощные контратаки в течение 40 минут.
Указом Президиума Верховного Совета СССР «О присвоении звания Героя Советского Союза офицерскому, сержантскому и рядовому составу Красной Армии» от 22 февраля 1944 года за «образцовое выполнение боевых заданий командования при форсировании реки Днепр, развитие боевых успехов на правом берегу реки и проявленные при этом отвагу и геройство» был удостоен высокого звания Героя Советского Союза с вручением ордена Ленина и медали «Золотая Звезда».
После окончания войны продолжил службу в Советской Армии. В 1945 году окончил курсы младших лейтенантов, в 1947 году — курсы усовершенствования офицерского состава, в 1951 году — курсы переподготовки. В 1960 году был уволен в запас в звании майора. Проживал в Москве, до выхода на пенсию работал инженером в таксомоторном парке.
Умер 15 марта 1993 года. Похоронен на Калитниковском кладбище.
Был также награждён орденами Отечественной войны 1-й степени, Красной Звезды, Славы 3-й степени, рядом медалей.